# Gal·la Placídia
|  | Per a altres significats, vegeu «Gal·la Placídia (desambiguació)». |

Gal·la Placídia (llatí: Galla Placidia; Constantinoble, 388/392 - Roma, 27 de novembre del 450) fou una princesa de l'Imperi Romà, filla de l'emperador Teodosi I (r. 378-395) i la seva segona muller, Gal·la. Era, per tant, germanastra dels emperadors Honori i Arcadi. Fou la regent de l'emperador Valentinià III, del 423 fins a la seva majoria d'edat, el 437, i una persona important en la política romana durant bona part de la seva vida. Fou consort d'Ataülf, rei dels visigots, des del 414 fins a la mort del seu marit, el 415, i també breument emperadriu consort de Constanci III el 421.
Fou coneguda com a Placídia o Gal·la Placídia i també com a Gal·la Plàcida.

## Joventut
Gal·la va néixer vers l'any 389 (entre 388 i 393) i va rebre la millor educació que una nena podia tenir, que incloïa grec, llatí i estudis religiosos. En morir el seu pare, restà a Roma amb la seva tia Constància, filla de l'emperador Constanci II i esposa de l'emperador Gracià. El 408 era a Roma i fou acusada de participar en la mort de Flàvia Serena, vídua d'Estilicó, acusada de mantenir correspondència amb el visigot Alaric I, que assetjava la ciutat, per la qual cosa cal suposar que, si va tenir aquesta influència, el seu naixement hauria estat més proper al 388 que al 393.
Quan els visigots d'Alaric I saquejaren Roma l'agost del 410, va ser presa com a ostatge, tot i que fou tractada respectuosament. Quan Alaric va morir el va succeir el seu cunyat Ataülf. El patrici Constanci (després emperador Constanci III) en demanà l'alliberament (era el seu germanastre), potser per casar-hi, però el nou rei visigot va eludir la demanda i el gener del 414 es casà ell mateix amb Placídia, segons Jornandes a Forum Livii, prop de Ravenna, i segons Olimpiòdor de Tebes i Idaci a Narbona; després de casar-se es retiraren a Barcelona, fugint de les tropes del patrici Constanci. Ataülf va mirar d'establir una aliança amb Honori, però no se'n va sortir per l'oposició de Constanci.
Amb Ataülf, Gal·la Placídia tingué un fill, Teodosi, que morí al cap d'uns mesos i fou enterrat a Sant Cugat del Vallès; anys després el cos fou exhumat i soterrat de nou al mausoleu imperial de la basílica de Sant Pere, a Roma. Després d'haver estat assassinat (415), en les darreres voluntats Ataülf encarregava al seu germà de retornar Placídia a Honori, però els conflictes interns entre els visigots van impedir-ho, i no fou fins després del regnat breu de Sigeric que el següent rei Walia la va retornar (416) a canvi de 600.000 mesures de blat. Honori la va casar l'1 de gener del 417, contra la seva voluntat, amb Constanci, amb qui tingué una filla (Justa Grata Honòria) i un fill (el futur Valentinià III, nascut el 419).
Honori va declarar august Constanci (III) (420), Placídia va rebre el títol d'augusta, i el jove Valentinià va rebre el títol de nobilíssim, equivalent a successor en el tron. Constanci va morir el 421, només mig any després de ser proclamat august. Primer hi va haver una molt bona relació entre Honori i Placídia, però després derivà en enemistat i odi. Els respectius partidaris de cadascú van provocar tumults a Ravenna, on els soldats gots afavorien la viuda del seu antic rei, i fou acusada d'haver conspirat contra el seu germanastre en connivència amb els visigots.
Finalment, Placídia i el seu fill van haver de fugir (423) cap a Constantinoble, on regnava Teodosi II el Jove. Els fets de la mort d'Honori i la usurpació de Joan van fer decidir Teodosi a ajudar Placídia, a qui va autoritzar a reassumir el títol d'augusta i, a Valentinià, el de nobilíssim, i foren enviats a Itàlia (424) amb un fort exèrcit dirigit per Ardaburi, Àspar i Candidià. Joan fou capturat i executat i Valentinià fou declarat august (octubre del 425), i quedà el govern d'Occident en mans de la seva mare Gal·la, ja que ell era molt jove.

## Maduresa
En el seu govern (regència) Gal·la es mostrà intolerant amb les sectes religioses, els membres de les quals expulsà, com va fer amb els astròlegs; els jueus foren exclosos dels oficis públics. Gal·la Placídia, regent fins al 437, va poder mantenir una posició dominant sense exercir el poder militar, que mantingué en equilibri de poder entre Aeci (magister militum a la Gàl·lia), el comte Bonifaci d'Àfrica (governador de la diòcesi d'Àfrica) i Flavi Fèlix (magister militum praesentalis a Itàlia). Mentrestant, l'imperi es va deteriorar seriosament. A part de les pèrdues a la diòcesi d'Àfrica, Hispània s'estava escapant del control central i passà a mans dels governants locals i dels sueus. La frontera del Rin s'havia ensorrat i els visigots d'Aquitània van assetjar Arle el 425 i novament el 430 i Narbona el 436; i els francs, cada cop més poderosos encara que desunits, eren la principal potència del nord-est. Armòrica estava controlada per líders locals bagaudes, que no reconeixien l'autoritat de l'imperi. Aeci va fer una campanya vigorosa i victoriosa contra visigots, francs i els bagaudes d'Armòrica, i una rebel·lió al Nòric. El triumvirat de governants mútuament desconfiats es mostrà inestable i, al 427, Fèlix intentà que Bonifaci tornés d'Àfrica, aquest s'hi va negar i va vèncer la força invasora de Fèlix amb el suport dels vàndals. El 437, quan el seu fill fou major d'edat i va poder governar, Gal·la es retirà de la primera línia política i es va dedicar a finançar obres religioses.
La primavera del 450, la filla de Gal·la, Justa Grata Honòria, envià una carta a Àtila demanant-li ajut per evitar el seu casament amb un senador, a la qual cosa intentava obligar-la la família imperial; això donà a Àtila, que es dirigia a Constantinoble, una excusa per desviar-se i marxar sobre Itàlia. El darrer acte públic important de Gal·la fou convèncer el seu fill que condemnés Honòria a l'exili en comptes de fer-la matar.

## Mort i llegat
El novembre del 450, morí a Roma de causes naturals. Durant tota la seva vida fou una cristiana devota, i en els seus darrers anys va fer construir dues basíliques a Ravenna: la de Sant Joan Baptista i la de la Santa Creu. De la segona només romanen algunes restes i l'oratori annex de Sant Llorenç, conegut com a mausoleu de Gal·la Placídia, que el 1996 fou inscrit com a Patrimoni de la Humanitat per la UNESCO. Segons la tradició, aquí reposen les seves despulles, juntament amb les del seu germà Honori i les del seu espòs Constanci III. A Roma finalitzà la basílica de Sant Joan del Laterà.
Àngel Guimerà la va fer protagonista d'un dels seus èxits primerencs, la tragèdia Gal·la Placídia (1879). El músic català Jaume Pahissa adaptà aquesta obra en la seva òpera Gal·la Placídia (1913).